# Бремен (Джорджія)
Бремен (англ. Bremen) — місто (англ. city) в США, в округах Гералсон і Керролл штату Джорджія. Населення — 7185 осіб (2020).

## Географія
Бремен розташований за координатами 33°42′39″ пн. ш. 85°9′7″ зх. д. / 33.71083° пн. ш. 85.15194° зх. д. (33.710775, -85.151884).  За даними Бюро перепису населення США в 2010 році місто мало площу 27,25 км², з яких 27,18 км² — суходіл та 0,07 км² — водойми.

## Демографія
Згідно з переписом 2010 року, у місті мешкало 6227 осіб у 2315 домогосподарствах у складі 1632 родин. Густота населення становила 228 осіб/км².  Було 2614 помешкання (96/км²).
Расовий склад населення:
| - 89,1 % — білих - 7,8 % — чорних або афроамериканців - 0,9 % — азіатів - 0,2 % — корінних американців |

До двох чи більше рас належало 1,6 %. Частка іспаномовних становила 1,8 % від усіх жителів.
За віковим діапазоном населення розподілялося таким чином: 28,9 % — особи молодші 18 років, 57,6 % — особи у віці 18—64 років, 13,5 % — особи у віці 65 років та старші. Медіана віку мешканця становила 35,1 року. На 100 осіб жіночої статі у місті припадало 88,1 чоловіків;  на 100 жінок у віці від 18 років та старших — 85,7 чоловіків також старших 18 років.
Середній дохід на одне домашнє господарство  становив 65 865 доларів США (медіана — 56 272), а середній дохід на одну сім'ю — 75 322 долари (медіана — 59 914). Медіана доходів становила 60 917 доларів для чоловіків та 31 008 доларів для жінок. За межею бідності перебувало 19,8 % осіб, у тому числі 25,5 % дітей у віці до 18 років та 2,2 % осіб у віці 65 років та старших.
Цивільне працевлаштоване населення становило 2814 особи. Основні галузі зайнятості: освіта, охорона здоров'я та соціальна допомога — 34,8 %, роздрібна торгівля — 12,5 %, виробництво — 11,8 %, науковці, спеціалісти, менеджери — 11,7 %.